# Wasaga Beach Provincial Park
Wasaga Beach Provincial Park är en park i Kanada.   Den ligger i provinsen Ontario, i den sydöstra delen av landet, 400 km väster om huvudstaden Ottawa. Wasaga Beach Provincial Park ligger 188 meter över havet.
Terrängen runt Wasaga Beach Provincial Park är platt. Närmaste större samhälle är Wasaga Beach, 3,0 km nordost om Wasaga Beach Provincial Park. 
Omgivningarna runt Wasaga Beach Provincial Park är en mosaik av jordbruksmark och naturlig växtlighet. Runt Wasaga Beach Provincial Park är det ganska glesbefolkat, med 34 invånare per kvadratkilometer.